# 三島正 (作家)
三島 正（みしま ただし、1917年3月25日 - 1986年7月3日）は、日本の作家。
本名・正六。東京出身。早稲田大学中退。別筆名・柾木新。報知新聞記者ののち、ジュニア小説作家として活動した。

## 著書
- 『歪められた少年期』三島正六　生活の友社 1957
- 『星と夜との会話』学習研究社 レモン・ブックス 1967
- 『愛の道』集英社 コバルト・ブックス 1968
- 『あの空の果てに』集英社 コバルト・ブックス 1969
- 『星空のバラード』集英社 コバルト・ブックス 1969
- 『燃える山脈』集英社 コバルト・ブックス 1969
- 『雲の挽歌』集英社 コバルト・ブックス 1970
- 『光の中で握手』集英社 コバルト・ブックス 1970
- 『真夜中の太陽』集英社 コバルト・ブックス 1970
- 『風と光の17才』集英社 コバルト・ブックス 1971